# Algebră cu diviziune
În algebra abstractă o algebră cu diviziune este o algebră peste un corp în care împărțirea, cu excepția celei la zero, este întotdeauna posibilă.

## Definiții
Formal, se începe cu o algebră diferită de zero, D, peste un corp. D se numește algebră cu diviziune dacă pentru orice element a din D și orice element b din D diferit de zero există exact un element x în D cu a = bx și exact un element y în D astfel încât a = yb.
Pentru algebre asociative⁠(d) definiția poate fi simplificată după cum urmează: o algebră asociativă diferită de zero peste un corp este o algebră cu diviziune dacă și numai dacă are un element neutru multiplicativ, 1, iar orice element nenul a are un invers multiplicativ (adică un element x cu proprietatea ax = xa = 1).

## Algebre cu diviziune asociative
Cele mai cunoscute exemple de algebre de diviziune asociativă sunt cele reale finit-dimensionale (adică algebre peste corpul {\displaystyle \mathbb {R} } al numerelor reale, care sunt finit-dimensionale) ca spații vectoriale peste numerele reale). Teorema Frobenius⁠(d) afirmă că până la izomorfism există trei astfel de algebre: numerele reale în sine (cu dimensiunea 1), corpul numerelor complexe (cu dimensiunea 2) și cuaternionii (cu dimensiunea 4).
Mica teoremă a lui Wedderburn afirmă că dacă D este o algebră cu diviziune finită, atunci D este un corp finit.
Peste un corp algebric închis K (de exemplu corpul numerelor complexe {\displaystyle \mathbb {C} }), nu există algebre cu diviziune asociativă cu finit-dimensionale, cu excepția K în sine.
Algebrele cu diviziune asociativă nu au divizori al lui zero diferiți de zero. O algebră cu unitate asociativă finit-dimensională (peste orice corp) este o algebră cu diviziune dacă și numai dacă nu are divizori ai lui zero nenuli.
Ori de câte ori A este o algebră cu unitate asociativă peste un corp F iar S este un modul simplu peste A, atunci inelul de endomorfisme⁠(d) al lui S este o algebră cu diviziune peste F; orice algebră cu diviziune asociativă peste F apare în acest mod.
Centrul unei algebre cu diviziune asociativă D peste corpul K este un corp care îl conține pe K. Dimensiunea unei astfel de algebre peste centrul său, dacă este finită, este un pătrat perfect: este egală cu pătratul dimensiunii unui subcorp maxim al lui D peste centru. Fiind dat un corp F, clasele de algebre cu diviziune asociative simple echivalente Brauer⁠(d) (care conțin doar ideale triviale) al căror centru este F și care sunt finit-dimensionale peste F poat fi transformat într-un grup, grupul Brauer⁠(d) al corpului F.
O modalitate de a construi algebre cu diviziune asociative finit-dimensionale pe corpuri arbitrare este dată de algebrele de cuaternioni⁠(d).
Pentru algebrele cu diviziune asociative finit-dimensionale, cele mai importante cazuri sunt cele în care spațiul are o topologie rezonabilă. A se vedea, de exemplu algebrele cu diviziune normate⁠(d) și algebrele Banach⁠(d).

## Algebre cu diviziune nu neapărat asociative
Dacă algebra cu diviziune nu se presupune a fi asociativă, de obicei se impune o condiție mai slabă, cum ar fi alternativitatea sau asociativitatea puterii. 
Peste numerele reale există (până la izomorfism) doar două algebre cu unitate comutative finit-dimensionale: numerele reale în sine și numerele complexe. Acestea sunt, desigur, ambele asociative. Pentru un exemplu neasociativ, se consideră numerele complexe cu înmulțirea definită luând conjugata complexă a înmulțirii obișnuite:
{\displaystyle a*b={\overline {ab}}.}
Aceasta este o algebră cu diviziune comutativă, neasociativă 2-dimensională peste numerele reale și nu are niciun element unitate. Există o infinitate de alte algebre cu diviziune reale neizomorfe comutative, neasociative, finit-dimensionale, dar toate sunt 2-dimensionale.
De fapt, fiecare algebră cu diviziune comutativă reală finit-dimensională este fie 1-, fie 2-dimensională. Aceasta este cunoscută ca teorema lui Hopf și a fost demonstrată în 1940. Demonstrația folosește metode din topologie. Deși ulterior s-a găsit o demonstrație folosind geometria algebrică, nu se cunoaște nicio demonstrație algebrică directă. Teorema fundamentală a algebrei este un corolar al teoremei lui Hopf.
Renunțând la cerința comutativității, Hopf și-a generalizat rezultatul: Orice algebră cu diviziune reală finit-dimensională trebuie să aibă dimensiunea o putere a lui 2.
Lucrările ulterioare au arătat că de fapt orice algebră cu diviziune reală finit-dimensională trebuie să aibă dimensiunea 1, 2, 4 sau 8. Acest lucru a fost demonstrat independent de Michel Kervaire și John Milnor în 1958, folosind din nou tehnici de topologie algebrică, în special teoria K. Adolf Hurwitz a arătat în 1898 că identitatea {\displaystyle q{\overline {q}}=\,}sumă de pătrate este valabilă numai pentru dimensiunile 1, 2, 4 și 8. Provocarea de a construi o algebră cu diviziune 3-dimensională a fost abordată mau demult de câțiva matematicieni. Kenneth O. May a analizat aceste încercări în 1966.
Orice algebră cu diviziune reală finit-dimensională peste numerele reale trebuie să fie:
- izomorfă pe <math>\R<\math> sau <math>\C<\math> dacă are unitate și este comutativă (echivalent: asociativă și comutativă);
- izomorfă pe cuaternioni dacă este necomutativă dar asociativă;
- izomorfă pe octonioni dacă nu este asociativă, dar este alternativă.

Următoarele sunt cunoscute despre dimensiunea unei algebre cu diviziune finit-dimensională A peste un corp K:
- dim A = 1 dacă K este un corp algebric închis;
- dim A = 1, 2, 4 sau 8 dacă K este un corp real închis⁠(d) și
- Dacă K nu este un corp închis nici algebric, nici real, atunci există un număr infinit de dimensiuni în care există algebre cu diviziune peste K.